# 班策奈姆
班策奈姆（法語：Bantzenheim，法語發音：[bantsənaim] ⓘ）是法国上莱茵省的一个市镇，属于米卢斯区。

## 地名
该地名“Bantzenheim”发音为[bantsənaim]，根据实际发音其应译作“班策奈姆”，《世界地名翻译大辞典》与《世界地名译名词典》将其按德语译法译作“班岑海姆”。

## 地理
班策奈姆（47°49'29"N, 7°30'56"E）面积21.22 平方千米，位于法国大東部大區上莱茵省，该省份为法国东部内陆省份，是阿尔萨斯的一部分，今与下莱茵省组成了阿尔萨斯欧洲集体，其北临下莱茵省，西接孚日省，西南接贝尔福地区省，东侧沿莱茵河与德国相望，南与瑞士接壤。
与班策奈姆接壤的市镇（或旧市镇、城区）包括：上鲁默赛姆、沙朗佩、奥特马赛姆、巴特奈姆、明舒斯。
班策奈姆的时区为UTC+01:00、UTC+02:00（夏令时）。

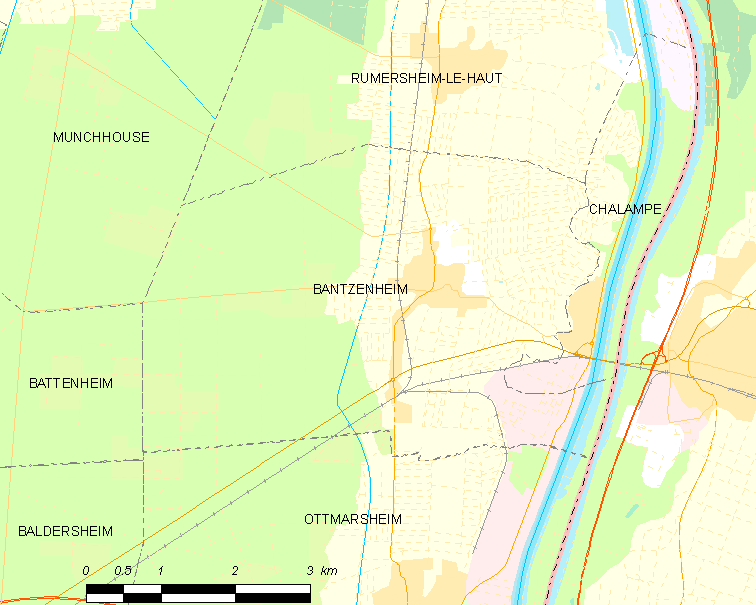
班策奈姆的OSM定位图

## 行政
班策奈姆的邮政编码为68490，INSEE市镇编码为68020。

## 政治
班策奈姆所属的省级选区为里克赛姆县。

## 人口

1962-2008年间班策奈姆人口变化图示

班策奈姆于2022年1月1日时的人口数量为1624人。